# Стивідорний вузол (теорія вузлів)

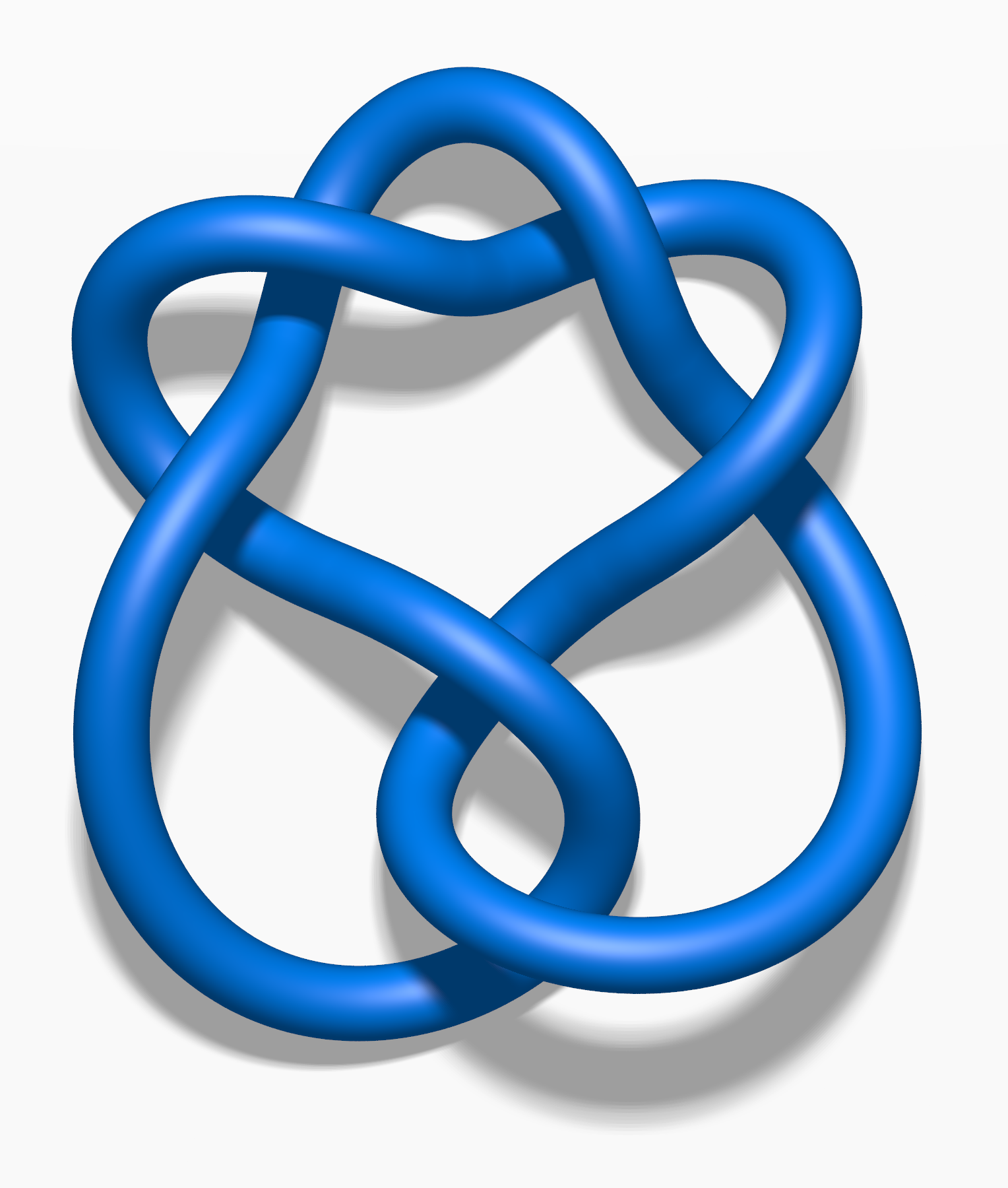
Стивідорний вузол

У теорії вузлів стивідорний вузол або вузол вантажника — це один з трьох простих вузлів з числом перетинів шість, два інших — 62 та 63. Стивідорний вузол значиться під номером 61 knot у списку Александера — Бріггса і може бути описаний як скручений вузол з чотирма півобертами або як мереживний вузол (5,−1,−1).

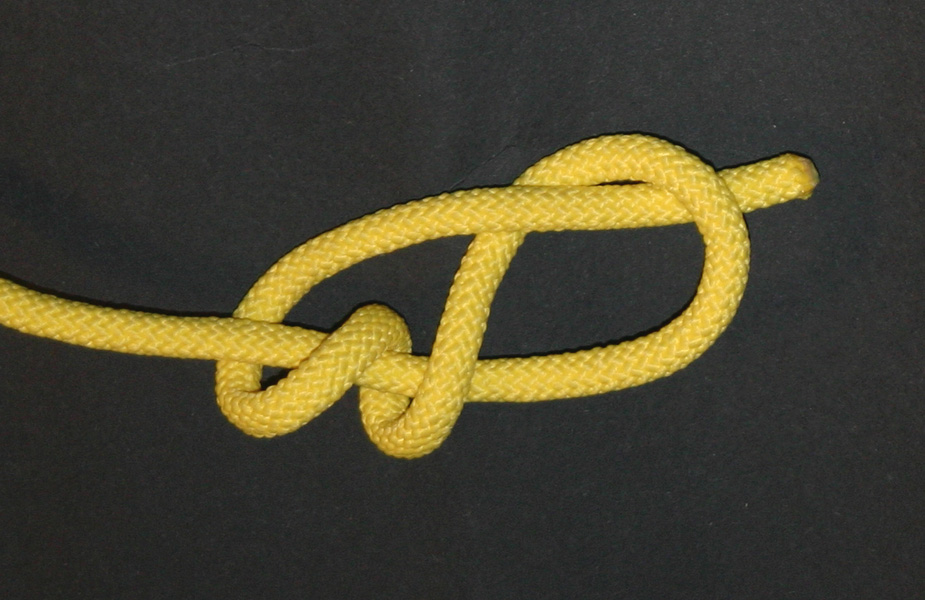
Звичайний стивідорний вузол. Якщо кінці цього вузла з'єднати, отримаємо еквівалент математичного стивідорного вузла.

Математичний стивідорний вузол названий за аналогією зі звичайним (побутовим) стивідорним вузлом, який часто використовується як стопор на кінці мотузки. Математичну версію вузла можна отримати з побутової версії шляхом з'єднання двох вільних кінців мотузки, утворюючи зав'язану на вузол петлю.
Стивідорний вузол є оборотним, але не ахіральним. Його многочлен Александера дорівнює
{\displaystyle \Delta (t)=-2t+5-2t^{-1},}
а його многочлен Александера — Конвея дорівнює
{\displaystyle \nabla (z)=1-2z^{2},}
многочлен Джонса вузла дорівнює
{\displaystyle V(q)=q^{2}-q+2-2q^{-1}+q^{-2}-q^{-3}+q^{-4}.}
Многочлени Александера і Конвея стивідорного вузла такі самі, як у вузла 946, але многочлени Джонса для цих двох вузлів відрізняються. Оскільки многочлен Александера не нормований, стивідорний вузол не є розшарованим.
Стивідорний вузол є стрічковим, а тому він є також і зрізаним.
Стивідорний вузол є гіперболічним з доповненням, що має об'єм приблизно 3,16 396.